# Arne A. Anderberg
Arne A. Anderberg (1954) es un botánico y taxónomo sueco; especialista en Espermatófitas, y en la flora particularmente del orden Ericales, familia Asteraceae. Ha colaborado extensamente con el sistema de clasificación APG III.
En 1985, obtuvo su Ph.D. de la Universidad de Estocolmo. Fue docente allí desde 1990, y Jefe de Departamento desde 2001.

## Algunas publicaciones
- l. Wanntorp, a.a. Anderberg. 2011. Evolution and diversification of Brook weeds (Samolus, Samolaceae, Ericales). International Journal of Plant Sciences 172: 250—266
- a.a. Anderberg, u. Manns, c. Jarvis. 2010. Proposal to conserve the name Trientalis europaea (Myrsinaceae) with a conserved type. — Taxon 59: 8—10
- u. Manns, a.a. Anderberg. 2010. Biogeography of ‘tropical Anagallis' (Myrsinaceae) inferred from nuclear and plastid DNA sequence data. J. of Biogeography. DOI: 10.1111/j.1365-2699.2010.02454.x

2009
- a.a. Anderberg. Inuleae. En: Funk; V. A., Susanna, A., Stuessy, T. F. & Bayer, R. J. (eds.) Systematics, evolution, and biogeography of Compositae., pp. 667—680. IAPT
- --------------. Athroismeae. En: Funk; V. A., Susanna, A., Stuessy, T. F. & Bayer, R. J. (eds.) Systematics, evolution, and biogeography of Compositae., pp. 681—688. IAPT
- Angiosperm Phylogeny Group III. b. Bremer, k. Bremer, m.w Chase, m.f. Fay, j.l. Reveal, d.e. Soltis, p.s. Soltis, p.f. Stevens, a.a. Anderberg, m.j. Moore, r.g. Olmstead, p.j. Rudall, k.j. Sytsma, d..c. Tank, k. Wurdack, j.q.-y. Xiang, s. Zmarzty. An update of the Angiosperm Phylogeny Group classification for the orders and families of flowering plants: APG III. Bot. J. of the Linnean Soc. 161: 105-121
- l. Brouillet, a.a. Anderberg, g.l. Nesom, t.k. Lowrey, l.e. Urbatsch. Welwitschiella is a member of the African subtribe Grangeinae (Asteraceae Astereae): a new phylogenetic position based on ndhF and ITS sequence data. Kew Bulletin 64: 645—660
- m. Englund, p. Pornpongrungrueng, m.h.g. Gustafsson, a.a. Anderberg. Phylogenetic relationships and generic delimitation in Inuleae subtribe Inulinae (Asteraceae) based on ITS and cpDNA sequence data. Cladistics 25: 319-352
- v.a. Funk, a.a. Anderberg, b.g. Baldwin, r.j. Bayer, j.m. Bonifacino, i. Breitwieser, l. Brouillet, r. Carbajal, r. Chan, a.x.p. Coutinho, d.j. Crawford, j.v. Crisci, m.o. Dillon, s.e. Freire, m. Galbany-Casals, n. Garcia-Jacas, b. Gemeinholzer, m. Gruenstaeudl, h.v. Hansen, s. Himmelreich, j.w. Kadereit, m. Källersjö, v. Karaman-Castro, p.o Karis, l. Katinas, s.c. Keeley, n. Kilian, r.t. Kimball, t.k. Lowrey, j. Lundberg, r.j. McKenzie, m. Tadesse, m.e. Mort, b. Nordenstam, c. Oberprieler, s. Ortiz, p.b. Pelser, c.p. Randle, h. Robinson, n. Roque, g. Sancho, j.c. Semple, m. Serrano, t.f. Stuessy, a. Susanna, m. Unwin, l. Urbatsch, e. Urtubey, j. Vallès, r. Vogt, s. Wagstaff, j. Ward, l.e. Watson. Compositae metatrees: the next generation. En: Funk; V. A., Susanna, A., Stuessy, T. F. & Bayer, R. J. (eds.) Systematics, evolution, and biogeography of Compositae., pp. 747—777. IAPT
- u. Manns, a.a. Anderberg. New combinations and names in Lysimachia (Myrsinaceae) for species of Anagallis, Pelletiera, and Trientalis. Willdenowia 39: 49-54
- i.-c. Oh, j. Schönenberger, t.j. Motley, m. Myrenås, a.a. Anderberg. Phylogenetic relationships among endemic Hawaiian Lysimachia (Myrsinaceae): insights from nuclear and chloroplast DNA sequences. Paper IV, 18 pp. En: Oh, I.-C. Comparative seed morphology and phylogenetics. ISBN 978-91-554-7497-3. Tesis, Uppsala University
- r. Torices, a.a. Anderberg. Phylogenetic analysis of sexual systems in Inuleae (Asteraceae). Am. J. of Bot. 96: 1011-1019

Se poseen 456 registros IPNI de sus identificaciones y nombramientos de nuevas especies; publicando habitualmente en : Op. Bot., B (Fl. Ecuador), Pl. Syst. Evol., Novon, Nordic J. Bot., Kew Bull., Phytologia, Mem. New York Bot. Gard., Ann. Missouri Bot. Gard.

## Eponimia
Género
- (Asteraceae) Anderbergia B.Nord.[2]